# Katholische Universität von Pusan

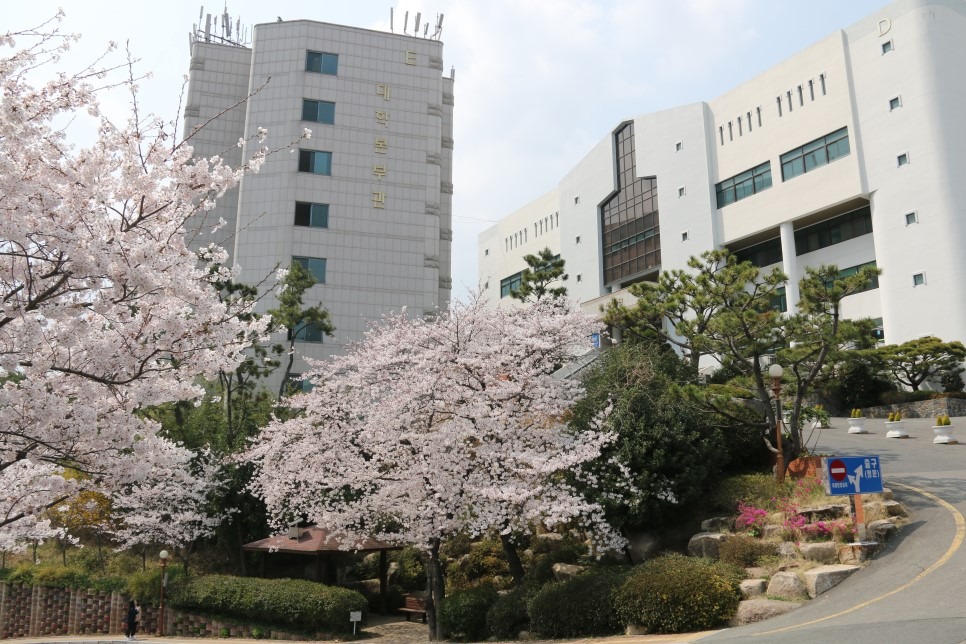
Katholische Universität von Pusan

Die Katholische Universität von Pusan (Hangeul: 부산가톨릭대학교; englisch Catholic University of Pusan; kurz CUP) ist eine katholische Privatuniversität mit Sitz in Busan (Pusan) in Südkorea.
Die Universität wurde 1964 durch den Maryknoll-Missionsorden als Pflegeschule gegründet. 1990 entstand das Pusan Catholic College. 1999 erfolgte die Zusammenlegung mit dem Jisan College zur heutigen Universität.